# Anthene niveus
Anthene niveus är en fjärilsart som beskrevs av Henry Stempffer 1951. Anthene niveus ingår i släktet Anthene och familjen juvelvingar. Inga underarter finns listade i Catalogue of Life.